# غلين ريفيس
غلين ريفيس (بالإنجليزية: Glenn Reeves)‏ هو موسيقي أمريكي، ولد في 29 ديسمبر 1932 في شامروك تكساس في الولايات المتحدة، وتوفي في 1999.